# Gémes Antos
Gémes Antos (Budapest, 1981. április 29. –) Farkas–Ratkó-díjas magyar színész, a Pesti Magyar Színház társulatának és a Harmadik Figyelmeztetés színészzenekar tagja. 
A budapesti Színészfesztivál elnevezésű színészzenekar fesztivál és a verőcei Major Feszt kezdeményezője és szervezője.

## Életpályája
A Leövey Klára Gimnázium zene-tagozatos osztályában 1999-ben érettségizett, ahol négy évig a színkör tagja volt. Középiskolai évei alatt zeneszerzőnek tanult, de több hangszeren is játszik, így zongorán, gitáron, fúvós hangszereken. Középfokú tanulmányai végezetével több különböző színházi formát kipróbált. Éveken át a Piros Orr Bohócdoktorok Alapítványnál bohócdoktorként, Dr. Monokli szerepében tevékenykedett.
Érettségi után a Kolibri Színház stúdiójába járt. A Színház- és Filmművészeti Egyetemre 2004-ben vették fel, ahol Meczner János tanítványaként, Bábszínész szakon végzett 2008-ban. Ebben az évben lett a Pesti Magyar Színház társulatának MASZK-ösztöndíjas fiatal művésze, ahol e mellett 2010-től a Színiakadémián színészmesterséget oktat, 2011-től 2020-ig pedig három saját osztályt is vezetett. 2024-ig volt a színház tagja.
Játszott a Kolibri Színház, a Mu Színház, a Mozaik Színház, a Szkéné Színház, a Vígszínház előadásaiban és különböző alternatív produkciókban. Vendégszerepel a HOPPart Társulatnál, és a Veszprémi Petőfi Színházban.
Színházi munkái mellett filmekben - így például a Marslakók televíziós sorozatban is - szerepel. 2010-ben közreműködött a Compact Disco „Segíts Antosnak!” című vírusvideó-sorozatában, amelyre a reklámszakma is felfigyelt, illetve 2012-ben az együttes Sound of our Hearts című dalának hivatalos klipjében, melynek mindkét központi karakterét - egy gazdag brókert, és egy hajléktalant is - Gémes Antos játszotta, ahogy 2014-ben az első magyar nyelvű, Te + én című dalukhoz készült Egy nyelvet beszélünk három epizódos kisfilmben is. 2013-ban főszerepet kapott P. Szabó István Indián című filmjében, mely már a hivatalos magyarországi bemutató előtt meghívást kapott két külföldi filmszemlére. 2020-ban egyik közreműködője Szemenyei János és Horgas Ádám által jegyzett, 169 művész előadásában készült Kis suttogás című karanténdalnak.

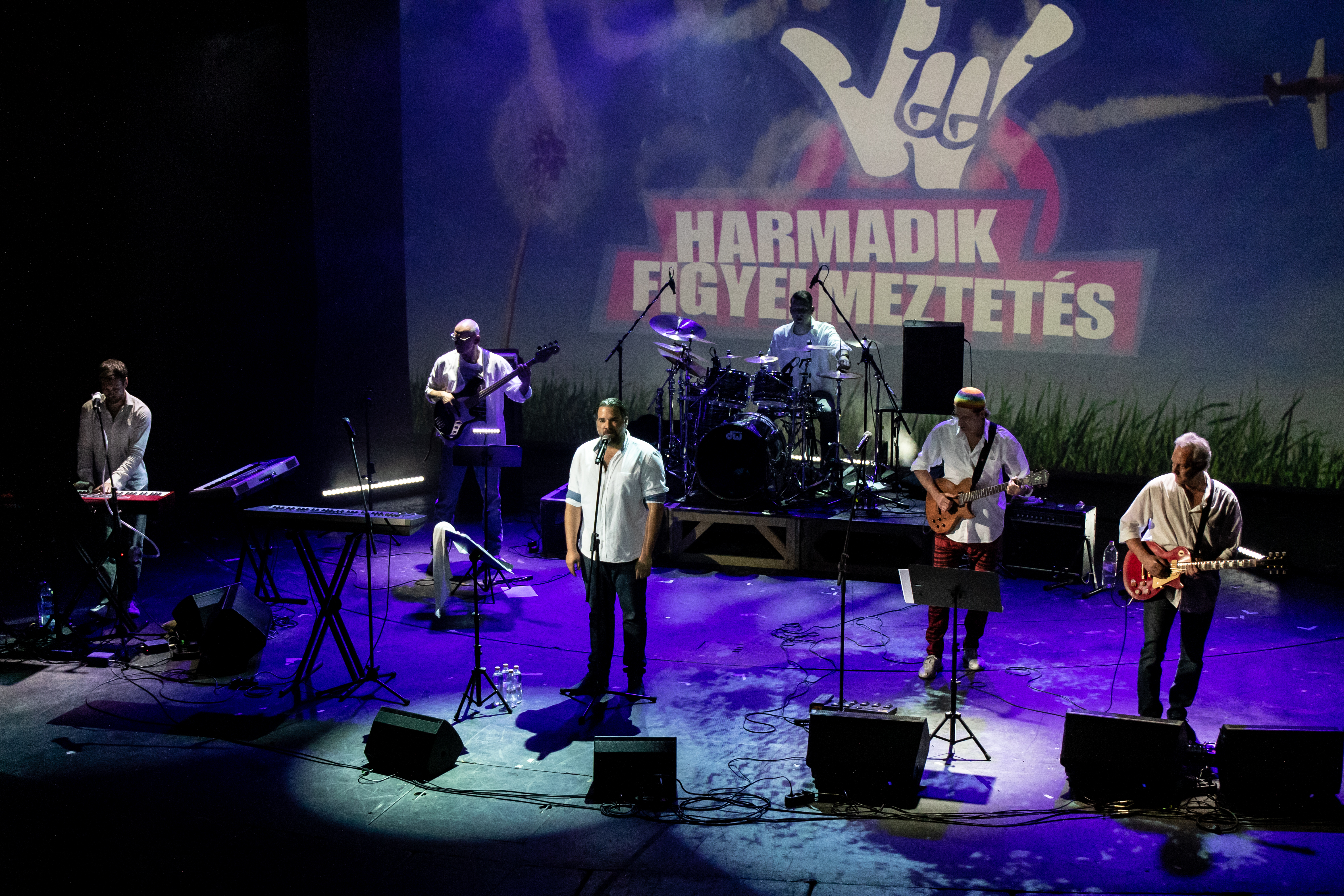
Harmadik Figyelmeztetés jubileumi gálakoncert (fotó: Juhász Éva, Pesti Magyar Színház, 2019)

Már egyetemi évei alatt is volt zenekara, Bábsuvápp néven, majd 2009-től a Pesti Magyar Színházból indult útjára a már fesztiválokon, szórakozóhelyeken is koncertező Harmadik Figyelmeztetés színészzenekar, melynek énekese és alapítója is egyben.
Kezdeményezője a Színészfesztivál elnevezésű színészzenekar fesztiválnak, amin első alkalommal 2018. február 3-án már 6 együttes vett részt (Bekvart, Bonsay Boy, Harmadik Figyelmeztetés, Karamazov, Pink Mojos, Rézpróba) az Akvárium Klubban. Társaival – Kóbor Tamás operaénekessel és Pál Kornéllal, a verőcei Fehér Hattyú Fogadó ügyvezetőjével – a Dunakanyar kapujában Verőcén, a Völgy Major nevű 14 hektáros területen 2020. július 23–26. között rendezik meg az első Major fesztet, amin a fellépők között többek között Beck Zoltán, a Parno Graszt, Szabó Balázs bandája, a Péterfy Bori & Love Band, a K2 Színház, vagy BEKVART és a Harmadik Figyelmeztetés színészzenekarok és további zenés, színházi, társművészeti több korosztályt és a családokat is megcélzó programok szerepelnek.
Kedvese Ruttkay Laura színésznő. Ikerlányaik Panni és Emmi (2017).

## Díjai
- MASZK-ösztöndíj (2008)
- Főnix díj (2009)
- Farkas–Ratkó-díj (2010)
- Story Ötcsillag-díj Értékdíja (2012)
- Agárdy-emléklánc (2020)[17]

## Színházi szerepei
A Színházi adattárban 2020. július 11-éig regisztrált bemutatóinak száma: 52.
| Szerző | Cím                                              | Bemutató | Színház                                               | Szerep                                   |
| --- | ------------------------------------------------ | -------- | ----------------------------------------------------- | ---------------------------------------- |
| Egressy Zoltán | Csimpi szülinapja                                | 2001     | Kolibri Színház                                       |                                          |
| William Shakespeare | Hamlet                                           | 2001     | Kolibri Színház                                       |                                          |
| Balla Margit | Retemetesz                                       | 2002     | Kolibri Színház, Kolibri Fészek                       |                                          |
| Zalán Tibor | Királyfi és koldus                               | 2002     | Kolibri Színház                                       | Spanyol követ                            |
| Bernard-Marie Koltès | A Gyapotmezők magányában                         | 2003     | Spinoza-ház                                           | A vevő                                   |
| Balla Margit | Hamupipőke Velencében                            | 2003     | Kolibri Színház                                       | Ramiro herceg                            |
| Witold Gombrowicz | Yvonne, burgundi hercegnő                        | 2006     | Színház- és Filmművészeti Egyetem Ódry Színpad        | Cirill                                   |
| William Shakespeare | Szentivánéji álom                                | 2006     | Budapest Bábszínház                                   | Oberon                                   |
| Tamási Áron | Ábel                                             | 2007     | Pesti Magyar Színház                                  | Ábel                                     |
| William Schwenck Gilbert                                                                                                  | A Mikádó                                         | 2007     | Színház- és Filmművészeti Egyetem Hevesi Sándor Terem | Pish-Tush                                |
| Vörösmarty Mihály | Csongor és Tünde                                 | 2007     | Színház- és Filmművészeti Egyetem Padlás              | Csongor                                  |
| Lars von Trier (film), Guelmino Sándor, Gecsényi Györgyi                                                                  | Hullámtörés                                      | 2008     | Pesti Magyar Színház                                  | Terry; Matróz                            |
| Szilágyi László | Én és a kisöcsém                                 | 2008     | Színház- és Filmművészeti Egyetem Ódry Színpad        | Sas                                      |
| Gabriel García Márquez | Az eső labirintusa                               | 2008     | Színház- és Filmművészeti Egyetem Ódry Színpad        |                                          |
| Szilágyi Andor | Leánder és Lenszirom                             | 2008     | Színház- és Filmművészeti Egyetem Ódry Színpad        | Bogyó                                    |
| Vörösmarty Mihály | Árpád ébredése                                   | 2008     | Pesti Magyar Színház Sinkovits Imre Színpad           |                                          |
| Heinrich von Kleist, Márton László                                                                                        | Herrmann csatája                                 | 2008     | HOPPart Társulat                                      |                                          |
| Bertolt Brecht | A szecsuáni jó ember                             | 2009     | Pesti Magyar Színház                                  | Szun                                     |
| Edmond Rostand | Cyrano de Bergerac                               | 2009     | Pesti Magyar Színház                                  | Christian                                |
| Vörös István | Az ördögszáj                                     | 2010     | Nyitott Műhely                                        | Mérei Viktor asztalosmester              |
| Molnár Ferenc | Liliom                                           | 2010     | Pesti Magyar Színház                                  | Liliom                                   |
| Federico Fellini (filmforgatókönyv), Neil Simon, Ennio Flaiano, Tullio Pinelli, Zöldi Gergely, Cy Coleman, Dorothy Fields | Sweet Charity                                    | 2010     | Pesti Magyar Színház                                  | Oscar Lindquist                          |
| John Ford | Kár, hogy kurva                                  | 2010     | Pesti Magyar Színház Sinkovits Imre Színpad           | Bergetto                                 |
| Alexandre Dumas | A kaméliás hölgy                                 | 2010     | Pesti Magyar Színház                                  | Armand                                   |
| William Shakespeare | Korijolánusz                                     | 2010     | MU Színház                                            |                                          |
| Szép Ernő | Lila ákác                                        | 2010     | Pesti Magyar Színház                                  | Zsüzsü; Majmóczy                         |
| Berg Judit | Rumini                                           | 2011     | Pesti Magyar Színház                                  | Dundi Bandi, gyáva, de jószívű matróz    |
| Sztankay Ádám, Szabó Borbála                                                                                              | Facér pasi naplója                               | 2012     | Pesti Magyar Színház                                  | Belső én                                 |
| Kosztolányi Dezső, Réczei Tamás                                                                                           | Nero, a véres költő                              | 2013     | Magyar Színház                                        | Zodicus, költő és besúgó                 |
| Szerb Antal, Forgách András                                                                                               | Holdvilág és utasa                               | 2013     | Magyar Színház Vasfüggöny mögötti játéktér            | Lutphali Suratgar                        |
| Terje Nordby | Jégszirom                                        | 2013     | Magyar Színház Sinkovits Imre Színpad                 | Andreas                                  |
| Heinrich von Kleist, Tasnádi István                                                                                       | Közellenség                                      | 2013     | Magyar Színház                                        | Günther; Hinz; Lovász II.                |
| James Lapine, Stephen Sondheim, Galambos Attila                                                                           | Vadregény                                        | 2013     | Magyar Színház                                        | Pék                                      |
| Heltai Jenő | A tündérlaki lányok                              | 2013     | Veszprémi Petőfi Színház                              | Pázmán Sándor                            |
| William Shakespeare | Romeo és Júlia                                   | 2014     | Magyar Színház Sinkovits Imre Színpad                 | Tybalt                                   |
| Alekszandr Szergejevics Puskin, Molnár-Keresztyén Gabriella                                                               | Anyegin                                          | 2014     | Magyar Színház Sinkovits Imre Stúdiószínpad           | Puskin                                   |
| Arnold Wesker, Lőrinczy Attila                                                                                            | A konyha                                         | 2015     | Magyar Színház                                        | Kevin                                    |
| Carlo Goldoni, Török Tamara                                                                                               | Chioggiai csetepaté                              | 2015     | Magyar Színház                                        | Titta-Nane (Giambattista), fiatal halász |
| Szálinger Balázs | Köztársaság                                      | 2016     | Köztársulás, Zsámbéki Színházi Bázis                  | Marcus, 34 éves kalóz, őr                |
| Dobozy Imre | A tizedes meg a többiek                          | 2016     | Magyar Színház                                        | Krasznavölgyi                            |
| Böhm György, Korcsmáros György, Horváth Péter, Radványi Géza, Balázs Béla, Dés László, Nemes István                       | Valahol Európában                                | 2016     | Magyar Színház                                        | Leventeoktató                            |
| Eugene O'Neill, Vas István                                                                                                | Utazás az éjszakába                              | 2017     | Pesti Magyar Színház - Kamaraszínpad                  | Ifj. James Tyrone                        |
| *Maurice Hennequin, Pierre Veber, Farkas Jenő, Horváth Illés, Horváth János Antal                                         | Folytassa, Cicero! avagy Botrány a törvényszéken | 2018     | Pesti Magyar Színház                                  | Pinglet, Bruno                           |
| Kovács Krisztina | Ádám almái: példázat-játék                       | 2020     | Jászai Mari Színház, Népház, Tatabánya                | Gunnar                                   |

A Színházi adattárban nem szereplő előadások:
- Znajkay Zsófia: Rendezői változat (felolvasószínház a Nyílt Fórum keretein belül, Pécsi Országos Színházi Találkozó, 2017)[21]
- Martina Formanova: Illatos fehérneműk hajtogatója zenés felolvasószínházi előadás - zenész (PÁB-Színház, Óbudai Társaskör, 2019)[22][23]
- Lőrinczy Attila: Balta a fejbe - Bitó, az első bérgyilkos[24]

### Jelenleg játszott szerepei
Az utolsó módosítás ebben a szakaszban:  2020. július 11., 13:19 (CEST)
A Pesti Magyar Színházban:
- Dés László, Nemes István, Böhm György, Korcsmáros György, Horváth Péter, Radványi Géza, Balázs Béla: Valahol Európában - leventeoktató[25]
- Gimesi Dóra, Jeli Viktória, Tasnádi István, Vészits Andrea: Időfutár - Sándor bá[26]
- Dennis Martin: A kincses sziget - Silver
- Horváth János Antal, Deres Péter, Horváth Illés: Holnapelőtt - Miklós

Vendégművészként játszott szerepei:
- Kovács Krisztina: Ádám almái: példázat-játék - Gunnar (Jászai Mari Színház, 2020.)
- Horváth János Antal: Kicsi (Manna Produkció, Magvető Kávézó, 2020)[27]

## Rendezései
- Lutz Hübner(wd): Böcsület (Pesti Magyar Színház, 2020/2021)[28]
- Kevin Del Aguila, George Noriega(wd), Joel Someillan(wd): Madagaszkár – zenés kalandtúra (a Madagaszkár (film) alapján, Pesti Magyar Színház, 2022/2023)[29]

## Filmes szerepei
- 2009, Dongó Erzsike és a megsavanyodott ménkű (kisjátékfilm) -
- 2010, Szép magyar szó-kép-tár; epizód: Nő (kisfilm-sorozat) -
- 2012, Marslakók (televíziós sorozat) - Óbester Antos
- 2013, Indián (játékfilm) - Lantos Tamás
- 2014, Hacktion: Újratöltve (televíziós sorozat) - Karcsi
- 2015, Jóban Rosszban (televíziós sorozat) - Végh Dániel
- 2016, Neandertaler (német drámasorozat) - Karr
- 2017, Tóth János (televíziós sorozat) - papucsos srác
- 2020, Nyúlcsapda (rövidfilm) - kocsmáros
- 2022, Szájhös.tv (tévéfilm) - Pista
- 2023, Super Mario Bros.: A film - Bowser Jack Black